# Выступление Сталина по радио 3 июля 1941 года
3 июля 1941 года председатель Государственного Комитета Обороны и глава советского правительства Иосиф Сталин впервые с начала войны обратился по радио к советскому народу (до этого, в день начала войны, обращение сделал Молотов). Текст выступления был напечатан в газете «Правда» от 3 июля 1941 года, а позднее был издан отдельно в виде брошюры.

## Промедление с выступлением
Тот факт, что Сталин не обратился к народу немедленно после начала войны, сразу вызвал у широких слоёв недоумение. По воспоминаниям ряда советских функционеров из сталинского окружения[кого?], в начальный период войны Сталин постоянно или в течение длительного периода пребывал в подавленном состоянии или в прострации. Апологеты Сталина пытаются опровергнуть эту гипотезу ссылкой на записи в журнале посещений кабинета Сталина. Так, если верить журналу, 22 июня его кабинет посетили 29 раз, в числе посетителей был Жуков, Ворошилов, Молотов, Ватутин. По воспоминаниям Молотова на пенсии, «Сталин не хотел высказывать свою позицию немедленно, в условиях, когда ещё мало что было понятно», хотя в тот же день, 22 июня, по радио уже выступил Черчилль (в СССР из-за разницы часовых поясов в это время уже был вечер), который совершенно однозначно озвучил британскую официальную позицию — поддержку СССР в войне с Германией.

## Целевая аудитория

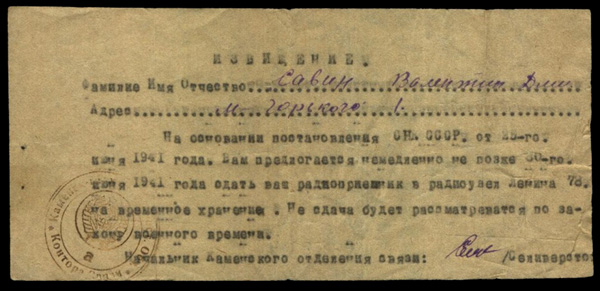
Извещение об обязательной сдаче радиоприёмника

25 июня (за неделю до выступления вождя) постановлением СНК СССР «О сдаче населением радиоприёмных и радиопередающих устройств» населению было предписано в пятидневный срок сдать властям все имеющиеся на руках радиоприёмники и радиопередатчики. По официальной версии, это было сделано для того, «чтобы воспрепятствовать вражеской пропаганде». С нарушителями было обещано разобраться «по законам военного времени» (см. текст приводимого справа извещения). Исключение было сделано для иностранных дипломатов, иностранных журналистов и некоторых советских ответственных работников. Все остальные могли слушать только программу, транслировавшуюся по московской городской радиосети репродукторами проводного вещания (которое в прифронтовых городах к тому времени уже не функционировало). Кому было адресовано послание Сталина — является спорным вопросом. В изданных в перестроечное время мемуарах, командир партизанского отряда П. С. Воробьёв вспоминал о том, что ни ему, ни его ближайшим помощникам не довелось читать или слышать о выступлении И. В. Сталина по радио 3 июля 1941 года, и решение уйти в партизаны было принято ими на собственный страх и риск (более того, о выступлении своего отца по радио 3 июля не знал даже сын Сталина Яков, которого вскоре взяли в плен (естественно, артиллеристы с собой радиоприемников тогда не возили, а на следующий день, 4 июля 1941 года 20 армия попала в окружение, так что ознакомиться с речью И.В. Сталина было несколько проблематично)). В связи с тем, что факт принудительного изъятия радиоприёмников не афишировался в послевоенной советской документалистике и мемуаристике (поскольку это порождало закономерный вопрос о том, каким образом тому или иному советскому гражданину удалось прослушать выступление Сталина или вообще любые передаваемые по радио сводки (через репродукторы "Рекорд", которые не изымались)), радиоприёмники, сохранённые под страхом наказания втайне от советской власти, называются «не сданными оккупационным властям». Однако, подобное заявление искажает фактическое положение дел, так как в СССР основным способом вещания являлось проводное вещание. Радиоточки проводного вещания размещались в отдельных и коммунальных квартирах, в домах советских граждан. Репродукторы были смонтированы на улицах и площадях городов и сел. Кроме того, речь была записана и смонтирована в виде фонограммы в киножурнале, который показывали в кинотеатрах и клубах. Газеты также выпустили речь. О том, что все радиоприёмники уже были сданы в июне под угрозой расстрела в советские органы старались не упоминать. И. М. Боголепов, бывший сотрудник Московского Радиокомитета, перед войной направленный возглавлять Эстонское радио, в своих воспоминаниях указывает, что он в силу занимаемой должности составлял редкое исключение: «Как директор радио, я мог оставить у себя радиоприёмник (все прочие должны были сдать аппараты на третий день войны) и слышал каждодневные немецкие „зондермельдунг“ с фанфарами: там сдалось 200 тысяч красноармейцев, здесь чуть ли ни полмиллиона. […] Издали доносилась канонада. А в городе энкаведисты вели собственную войну, арестовывая пачками людей, заподозренных в том, что они пятая колонна фашистов».

## Содержание речи

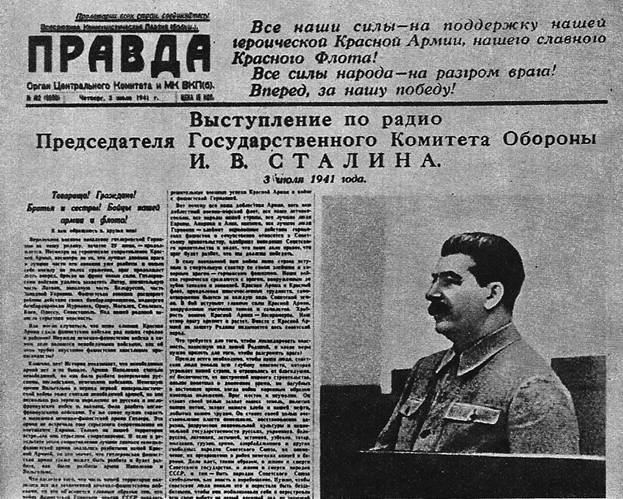
«Правда», 3 июля 1941 года. Обращение И. В. Сталина к советскому народу.

Речь начинается словами: «Товарищи! Граждане! Братья и сёстры! Бойцы нашей армии и флота! К вам обращаюсь я, друзья мои!». Далее Сталин рассказывает о тяжёлом положении на фронте, о занятых врагом областях, бомбардировках городов; он констатирует: «Над нашей Родиной нависла серьёзная опасность». Он отвергает «непобедимость» немецко-фашистской армии, при этом приводя в пример поражения армий Наполеона и Вильгельма II (о Наполеоне говорил и Молотов). Неудачи первых дней войны объясняются выгодным положением немецкой армии. Сталин отрицает то, что заключение пакта о ненападении было ошибкой — оно помогло обеспечить полтора года мира.
Далее поднимается вопрос: «Что требуется для того, чтобы ликвидировать опасность, нависшую над нашей Родиной, и какие меры нужно принять для того, чтобы разгромить врага?». Прежде всего Сталин провозглашает необходимость всем советским людям «осознать всю глубину опасности, которая угрожает нашей стране» и мобилизоваться; подчёркивается, что речь идёт «о жизни и смерти Советского государства, о жизни и смерти народов СССР, о том — быть народам Советского Союза свободными или впасть в порабощение». Далее говорится о борьбе с паникёрами и трусами, перестройке экономики на военный лад, необходимости всесторонней помощи Красной Армии, действиях при наступлении врага. В выступлении отражены положения директивы СНК ССР и ЦК ВКП(б) от 29 июня.
Звучит призыв создавать народные ополчения и вести партизанскую войну в тылу врага, объявляется о создании Государственного комитета обороны.
Далее подчёркивается: «Войну с фашистской Германией нельзя считать войной обычной. Она является не только войной между двумя армиями. Она является вместе с тем войной всего советского народа против немецко-фашистских войск. Целью этой всенародной Отечественной войны против фашистских угнетателей является не только ликвидация опасности, нависшей над нашей страной, но и помощь всем народам Европы, стонущим под игом германского фашизма». Тотальная война за свободу отечества должна слиться с борьбой народов Европы и Америки за их независимость и за демократические свободы. И СССР уже не одинок, с ним уже единый фронт народов стоящих за свободу, против порабощения и угрозы порабощения, ибо США и Великобритания уже объявили о готовности оказать помощь СССР.

### Значение речи
Выступление Сталина как бы оформило реакцию советского народа на факт начала войны с Германией в её конструктивном ключе (желание дать отпор врагу, разбираться с возникающими трудностями), принявшую более устойчивый и организованный характер. В официальных документах в массовом количестве отмечалось позитивное воздействие речи от третьего июля на состояние трудовой дисциплины населения, конструктивный характер трудовой мотивации.
Речь наметила новые ориентиры пропагандистской работы. Ранее насаждалось представление, что война будет вестись на чужой территории и малой кровью; теперь же нужно было объяснить, почему события развиваются совершенно иначе, чему также и служило данное выступление. После него официальная советская пропаганда стала актуализировать в сознании граждан представления о судьбоносности исторического момента, о необходимости выбора между жизнью и смертью.
Именно после этого обращения в оборот вошло словосочетание «Великая Отечественная война», причём в тексте слова «великая» и «отечественная» употреблены раздельно.

## Мнение историков и писателей в контексте событий
Однако, «судьбоносное радиообращение» нивелировалось испугом и неуверенностью самого Сталина во время зачитывания текста обращения, которые он не мог скрыть от аудитории даже на расстоянии, кандидат исторических наук Михаил Рабинович, в то время аспирант ЛГУ, так описывает происходившее:
«Братья и сестры… К вам обращаюсь…» Слышно было, как булькает вода, наливаемая в стакан, и как дробно стучат зубы о стекло стакана.
Несмотря на то, что речь Сталина была тщательно подготовлена и не звучала в прямом эфире, а была записана заранее на магнитную плёнку для того, чтобы транслировать её по радио несколько раз в течение дня, даже с нескольких попыток профессионалам Всесоюзного радио не удалось записать уверенную речь советского лидера, в итоге пошедшая в эфир запись содержала явные признаки волнения (встречающаяся ныне аудиозапись выступления Сталина 3 июля, как и знаковые выступления по радио В. М. Молотова, Ю. Б. Левитана, была записана на Всесоюзном радио уже после окончания войны «для будущих поколений», аутентичные записи радиоэфиров военного времени в архивах Гостелерадиофонда отсутствуют), и кроме очередей комсомольского актива в истребительные батальоны (для «отлова шпионов») осязаемых практических результатов не принесла, а развёрнутое повсеместно после выступления Сталина обучение гражданских «военному делу» сводилось к шагистике, построению, перестроению и т. п. бесполезному отрыву от работы или учёбы, в июле—августе перемежевавшемуся с «оборонными работами», то есть примитивным копанием траншей и прочих бессмысленных рвов, к копанию которых привлекали даже немощных стариков и учёных уровня докторов наук, и которые в западных областях европейской части страны с тех пор вообще не использовались, а под Москвой и Ленинградом после дождей и непогоды их всё равно пришлось перекапывать заново, — характерно, что контролем за ходом этих всенародных земляных работ занимались не военные инженеры или в целом специалисты с инженерным образованием, а парторги и комсорги, нередко без какого-либо технического образования вообще, порой весьма беспринципные карьеристского типа личности, которых заботили не потенциальная функциональная пригодность возводимых фортификационных сооружений, а выполнение приказов начальства по количеству привлечённых к «работам» — читай оторванных от нормальной работы, — низовым комсомольским органам сверху были спущены контрольные цифры, «соцобязательства» по количеству населения, которое необходимо было привлечь к работам и сагитировать записываться добровольцами, контроля же за качеством работ, как и за дальнейшей судьбой «новобранцев» и координации действий с военкоматами и вообще органами военной власти не было: «Я записался куда-то — уже не помню точно, как назывался тот отряд, — и затем несколько суток провел в здании Академии художеств, где в комнатах первого этажа соорудили нары и создали что-то вроде временных казарм. Потом, как и многие другие преподаватели, вернулся на факультет, не став военным». Разумеется, никаких мероприятий к защите копателей и колонн «новобранцев» от налётов немецкой авиации партийными организаторами не предпринималось, не было даже элементарных мероприятий ВНОС по предупреждению о налётах, — к счастью, немецкая авиация ограничилась тогда разбрасыванием агитационных листовок о сыне Сталина Якове Джугашвили, взятом в плен, и тому подобном, но не стреляла и не бомбила землекопов. Эти «земляные работы», «записи добровольцами» непонятно куда, как и прочие инициативы, повсеместно предпринимавшиеся партийным начальством после выступления Сталина, были свёрнуты, так же как и начаты, в срочном порядке, не будучи доведенными до ума. Тот же М. Б. Рабинович был вскоре призван обыкновенным военкоматом по никем не отменявшейся процедуре призыва на военную службу, эвфемерные «отряды добровольцев», созданные партийным начальством на бумаге, исчезли так же бесследно как и появились. Аналогичные по существу наблюдения содержатся в воспоминаниях Р. Нератовой, которая была мобилизована парткомом вместе с другими студентами мединститута на рытье противотанковых рвов на подходах к Ленинграду, «как каторжные», не имея никакой защиты от налётов с воздуха. Для попавших в копатели выхода на волю по сути уже не было, освобождение от «всенародных» принудительных работ в единичных случаях было возможно только в случаях когда за ними приезжали родные и близкие с купленными у врачей «липовыми» медицинскими свидетельствами о неудовлетворительном состоянии здоровья, остальным же на вопросы о сроках работ следовал ответ администрации в духе: «Будем работать до победного конца…». Если комиссия отбраковывала результаты работ, то раскопанные рвы подлежали засыпке, «забракованные» рвы впоследствии закапывали те же, кто и выкапывал. Результатом стало только изнеможение копателей: «Когда началась лютая зима и голод, студентки нашей группы вернулись в общежитие института с подорванным здоровьем и все погибли от голода одними из первых». Тем временем, на улицах Москвы стали массово хватать мужчин «добровольцами» в «народное ополчение». Вслед за выступлением Сталина, народу прокрутили воззвание Ворошилова «о самозащите», которое по наблюдениям Л. В. Шапориной страшно возмутило рабочих: «Все боеспособные уже давно взяты в армию, остались старики и женщины, кто же будет защищать город? И где оружие?».

## Последствия
Практическим следствием ознакомления партийных и советских работников с выступлением Сталина стало повсеместное уничтожение документации (за редкими исключениями, вроде Смоленского архива, предвоенная документация советских органов и партийных инстанций на местах была уничтожена), массовое бегство всех номенклатурных работников с семьями, приближёнными и со всем имуществом, паника среди рядового населения из-за полной растерянности, скудности и противоречивости доводимой до его сведения информации, а также тотальная шпиономания:

Конечно, имеет огромное значение для создания паники то, что НКВД, например, погрузило на машины свои семейства вместе с трюмо, шкафами и пианино, и ещё позавчера многие из них уже уехали. […] По городу летает сгоревшая бумага, это жгут архивы. Никакой возможности разобраться в том, что происходит. И сколько ни силишься остаться спокойным в этом хаосе паники, невольно поддаешься этому стихийному чувству, и действительно, хочется бежать куда угодно, только бы бежать. […] С каждым часом все новые и новые сообщения об отъезде руководящих людей. […] Уезжают начальники самых разнообразных учреждений — от Академии до директоров магазинов и ресторанов. Архивы жгут везде. Это так замечательно реагируют на вчерашнее выступление Сталина по радио. Тов. Сталин призывал к созданию ополчения, партизанского движения в тылу противника, к тому, чтобы ничего не оставлять врагу. А истолковывают его призыв как призыв к уничтожению всего. В панике возникает немало нелепых эпизодов. Ловят изменников, диверсантов и шпионов. Дети и взрослые ведут каждого, кто кажется подозрительным, в милицию и НКВД. Подозрительными кажутся все плохо одетые и все хорошо одетые люди. Знаю уже несколько курьезов по этому поводу. Шпионов ловят целые дни. Сколько же из них действительно шпионов, трудно сказать.
— Хорошунова И. А. «Первый год войны».
Результаты бегства партийных работников сказались очень быстро: повсеместно началась анархия и мародёрство, которые местами царили от момента бегства советских кадров до прихода немецких войск (что в разных местах составляло от нескольких недель до нескольких месяцев). Особенно повальным было бегство сотрудников НКВД, — как отмечает в своём дневнике прославленный советский партизанский командир Н. Н. Попудренко:
«От первой бомбы — милиция и НКВД бросили своё здание, много оружия и боеприпасов. […] Люди в панике, рабочие бросали предприятия, служащие учреждения, милиция оставила свои посты; появились мародёры, начался грабёж магазинов и складов. Проходившая 5-я Армия через город не имела хлеба, так как хлебозавод из-за отсутствия рабочих остановился. В этот критический момент в городе я остался один (по своей инициативе и совести). […] С наганом в руках я мобилизовывал всех людей для борьбы с пожаром и боролся с мародёрами». Аналогичные свидетельства содержатся в дневниках и записях других партизанских командиров (по понятным причинам не издававшихся в советское время).